# Pristimantis museosus
Pristimantis museosus là một loài động vật lưỡng cư trong họ Strabomantidae, thuộc bộ Anura. Loài này được Ibáñez, Jaramillo, & Arosemena miêu tả khoa học đầu tiên năm 1994. Chúng là loài đặc hữu của Panama. Môi trường sống tự nhiên của nó là các khu rừng vùng núi ẩm nhiệt đới hoặc cận nhiệt đới. Loài này đang bị đe dọa do mất môi trường sống.